# Amàlia Bové
Amàlia Bové (Reus, inicis del segle xix - finals del segle xix) va ser una rica dama reusenca d'ideologia republicana federal que va aplegar al seu entorn, als inicis de la Revolució de Setembre, tot un seguit de persones qualificades per la premsa de l'època com els "entusiastes seguidors de donya Amàlia", entre els que destacava Jaume Aguadé Mestres, el seu apoderat, que va ser el primer alcalde de la Junta Revolucionària de Reus el 1868. La colla, presidida per Amàlia Bové, es reunia al cafè del Xollador, a l'inici de la carretera de Salou.
Amàlia Bové, casada amb un marit molt més gran que ella posseïdor d'una considerable fortuna i d'un important patrimoni, després de llargs anys de convivència no havia tingut fills. Per no dispersar el patrimoni la parella va decidir fer testament a favor dels familiars respectius. Passat un temps, i en quedar vídua sense descendència, el nebots carnals del difunt confirmats com a hereus, van anar a prendre possessió de l'important llegat. Però es van trobar amb un testament hològraf que instituïa hereva universal a l'esposa del difunt sempre que hi hagués fills del matrimoni. Immediatament, donya Amàlia va notificar que estava embarassada.
La família va reaccionar amb sorpresa i va impugnar aquelles últimes voluntats, considerant l'avançada edat de l'oncle (85 anys) i la quasi perduda joventut de la presumpta futura mare. Però va arribar el part, donant a llum en presència d'un notari, un advocat i el metge de confiança, que van acreditar el naixement d'un fill, que va viure només unes hores.
Amàlia Bové va reclamar l'herència, ja que segons la llei, els pares són els hereus naturals dels fills solters, i en lloc de conformar-se amb el migrat any de plor que concedeix el dret català, va entrar legítimament en possessió de tota l'herència, on destacava, entre altres hisendes, l'extensa finca del Mas Carandell (conegut com a Mas Bové), on més tard s'hi va edificar en una part dels terrenys, l'actual Barri Gaudí. Amb el seu suport, el Partit Republicà Federal de Reus va tenir una actuació destacada durant el Sexenni Democràtic i fins a finals del segle xix.